# チームラボ
チームラボ株式会社（teamLab Inc.）は、東京都千代田区に本社を持つ、デジタルコンテンツ制作会社である。
プログラマ、エンジニア、数学者、建築家、絵師、ウェブデザイナー、グラフィックデザイナー、CGアニメーター、編集者など、デジタル社会の様々な分野の専門家から構成されている。芸術的な表現を主体としたコンテンツ制作が特徴的である。

## 概要
2001年に東京大学と東京工業大学の大学院生ら5名によって設立され、創業期は、WEB開発と共にレコメンデーションエンジンなど独自技術の製品開発、デジタルアートの制作を手がけていた。
2002年8月、チームラボ株式会社に組織変更。
WEBサイト、デバイス、実店舗用プロダクト、スマートフォンアプリ、空間設計、建築、TV-CM、舞台演出など、様々な仕事を行っている。

### ソリューション
施設の課題を調査し、プロモーション戦略、映像制作、運用保守などを行っている。また、機械学習、画像処理、信号処理、パターン認識自然言語処理などの先端研究を用いて、歩く人間のセンシングや、物体認識、需要の予測やテキストデータの分析や、検索エンジン、レコメンドエンジン、イメージサーチ、ビッグデータ分析ツール等の開発も行っている。

### デジタルアート
創業当時からアートをつくっており、デジタル技術を駆使した「デジタルアート」の先がけとしても知られるが、創業時はアートの領域ではなかなか認められなかった。2010年頃、アーティストの村上隆から「世界で戦った方がいいよ」と言われたのがきっかけで、2011年春、村上隆が所有していた台湾・台北のカイカイキキギャラリーでチームラボとして初の個展 を開催。2012年には欧州最大のバーチャルリアリティ博覧会「Laval Virtual 2012」にて、アート作品「世界はこんなにもやさしく、うつくしい」が「建築・芸術・文化賞」を受賞し、台湾の国立美術館にて、外国人の企業では初となる 個展を開催。2013年に国際美術展「シンガポール・ビエンナーレ」にビエンナーレのメインのアーティスト として参加。さらにPace Galleryが2016年2月に米シリコンバレーにてオープンした、Pace Art + Technologyのオープニングエキシビジョンとして個展「teamLab: Living Digital Space and Future Parks」を開催。

#### 主な常設展示
- FUTURE WORLD: Where Art Meets Science（シンガポール・マリーナベイ・サンズ、2016年3月 - ）
- Learn and Play! teamLab Future Park（ドバイ・Oli Oli Children's Museum、2017年11月 - ）
- 森ビル デジタルアート ミュージアム:エプソン チームラボボーダレス（東京・パレットタウン、2018年6月 - 2022年8月 / 東京・麻布台ヒルズ、2024年2月9日 - [10]）
- FLIGHT OF DREAMS（愛知・中部国際空港、2018年10月 - ）
- teamLab SuperNature Macao（マカオ・ザ・ベネチアン・マカオ、2020年6月 - ）
- teamLab Forest（福岡・BOSS E・ZO FUKUOKA、2020年7月 - ）
- teamLab Botanical Garden（大阪・長居公園、2022年7月 - ）
- Galaxy×チームラボ（Galaxy Harajuku、東京都渋谷区、2022年4月 - ）
- teamLab Future Park OKINAWA（沖縄・DFSギャラリア、2023年12月 - ） [11]
- チームラボギャラリー真玉海岸
- チームラボギャラリー昭和の町

#### 主な期間展示
- チームラボプラネッツ TOKYO DMM （東京・豊洲、2018年7月-2027年末）

## テレビ番組
- 日経スペシャル カンブリア宮殿 常識破りのスペシャリスト集団「チームラボ」の正体（2022年12月8日、テレビ東京）- 代表 猪子寿之出演[12][13]。

## 関係する人物
- 猪子寿之  - チームラボ株式会社代表取締役。
- 堺大輔 - チームラボ株式会社取締役。
- 田村哲也 - チームラボ株式会社取締役。
- 吉村譲 - チームラボ株式会社取締役。
- 渡部憲一 - チームラボ株式会社取締役。
- 森山雅勝 - チームラボ株式会社非常勤取締役、チームラボビジネスディベロップメント株式会社代表取締役、トランスコスモス株式会社専務取締役・BtoC事業戦略本部長、株式会社ココア代表取締役。
- 落合伸治 - アメリカ法人CEO。日本振興銀行発起人、元オックス情報代表取締役。

## 参考資料
- 「美術手帖」2011年 6月号（美術出版社）